# خرمن تپه سی
خرمن تپه سی مربوط به دوره اشکانیان - دوره ساسانیان است و در شهرستان مشگین‌شهر، بخش ارشق، دهستان ارشق مرکزی، روستای کچی بلاغی سفلی واقع شده و این اثر در تاریخ ۲۶ اسفند ۱۳۸۷ با شمارهٔ ثبت ۲۵۷۶۵ به‌عنوان یکی از آثار ملی ایران به ثبت رسیده است.